# Máj

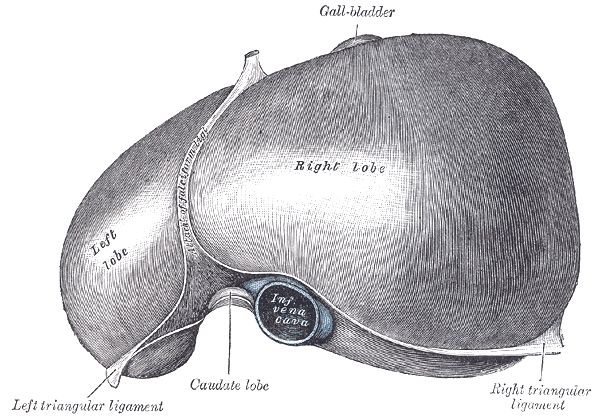
Az ábra a máj felső felszínét mutatja. Megkülönböztethető a jobb és bal lebeny, a vena cava inferior, valamint a májat rögzítő hashártyaszalagok tapadási helyei

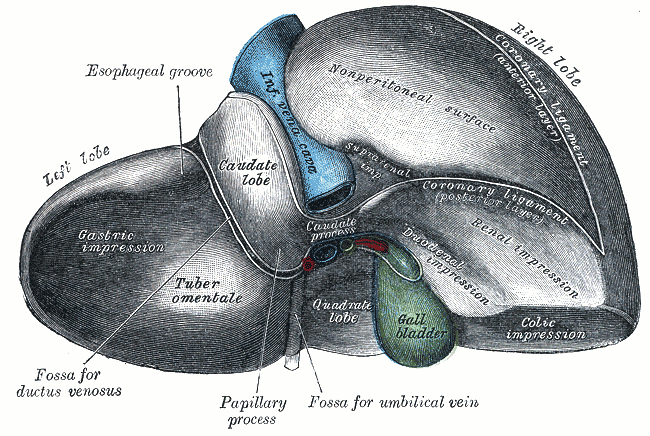
Az ábra a máj alsó felszínét mutatja. Megkülönböztethető a máj jobb és bal lebenye, a májkapu, az epehólyag, ill. a vena cava inferior

A máj (latinul: hepar) a gerincesek egyik szerve. Az ember legnagyobb mirigye, tömege felnőttben a testtömeg 2%-a (1,2 – 1,5 kg). Fontos szerepet játszik az anyagcsere-folyamatokban, méregtelenítésben, bizonyos vegyületek termelésében, illetve tárolásában.
A máj az emberi szervezet legnagyobb mirigye, aminek sokirányú funkciói vannak. A szervezet nagy és komplex anyagcsere szerve, amely a szervezet lényegében valamennyi anyagcsere folyamatában részt vesz. Fontos szerepet játszik az anyagcsere-folyamatokban, a méregtelenítésben, vegyületek termelésében, valamint mások tárolásában. Epét választ ki, melynek epesavai a zsírok emésztésében játszanak szerepet, jellegzetes színét a vérfesték (hemoglobin) bomlástermékétől, a bilirubintól kapja. A májjal kapcsolatos „hepato-” vagy „hepatikus” orvosi latin kifejezések eredetileg a görög hepato szóból származnak.

## Szövettan
A máj szövettani képén májsejtszigeteket látunk sinusoidokkal együtt. Ezek a sinusoidok közvetlen kapcsolatban állnak a májsejtekkel vagy más néven hepatocytákkal; és a vér valamint a májsejtek között anyagkicserélődést szolgálják. Felépítését tekintve a vena centralisok jelentik a lebenyke közepét, melynek éleit a portális triászok kötik össze. A triász az arteria hepatica és vena portae ágaiból, illetve az epe canaliculusokból áll.

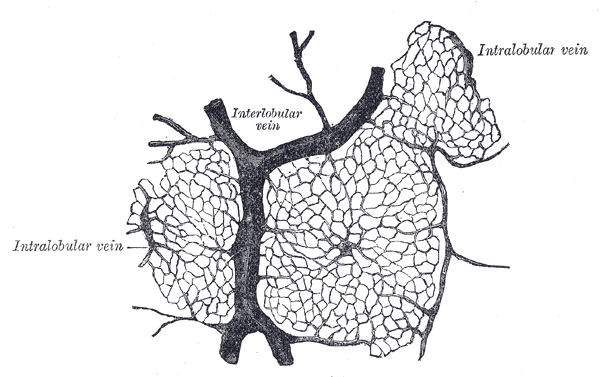
A májlebenyke sémás képe

### Szerkezeti felépítés
A máj strukturális összetevői a következők:
- Parenchyma

A hepatocyták rendezett lemezei, melyek felnőtt emberben egy sejt vastagságúak normálisan, míg fiatal egyénekben kb. 6 éves korig két sejt vastagságúak.
- Kötőszöveti stroma

Közvetlenül összefügg a máj külső felszínét borító Glisson-tokkal. Vérerek, nyirokerek, idegek és az epevezetékek haladnak benne.
- Sinusoidalis kapillárisok

A májsejt lemezek közötti diszkontinuus endothellel borított kapillárisok
- Perisinusoidalis tér (Disse-tér)

A sinusoid endothel és a hepatocyták között

### Májlebenykék
A máj három részre osztható: klasszikus lebenyke, portális lebenyke és májacinus.
- Klasszikus lebenyke

A klasszikus májlebenyke egy nagyjából hatszögletű szövethalmazként látható a máj szövettani képén. A v. portae és az a. hepatica ágainak májon belüli megoszlásán alapszik. A sinusoidok kevert portális és artériás vérrel mossák át a sejteket.
A lebenyke mérete durván 0,7×2,0 mm. Közepén helyezkedik el a viszonylag tág v. centralis, ide vezetődnek a sinusoidok. A sejtlemezek innen terjednek sugárirányba a periféria felé. A hatszög sarkainál pedig a portális triászok találhatóak. Ennek éleinél a kötőszöveti stroma és a hepatocyták között az ún. Mall-terek találhatóak.
Az emberi máj felépítésére jellemző, hogy normálisan igen kevés interlobuláris kötőszövet van, ellentétben például a sertés májával melyben könnyen felismerhetőek a klasszikus lebenyke körvonalai.
- Portális lebenyke

A portális lebenyke a máj exokrin funkcióját, az epekiválasztást hangsúlyozza. Így ennek tengelye a klasszikus lobulus portális triászának interlobuláris epevezetéke, külső élei pedig három szomszédos v.centralis közé rajzolt képzeletbeli vonalak. Ezen vonalak egy nagyjából háromszögletű idomot határolnak, melyek a klasszikus lebenyke epét szekretáló részeit tartalmazzák.
- Májacinus

A májacinus mutatja a legjobb összefüggést a vérperfúzió és a máj patológiája között. Rombusz alakú egység, melynek rövid tengelyét két szomszédos klasszikus lobulus közötti portális triász végágai alkotják, hosszú tengelyét pedig az előbbihez legközelebb eső két v. centralis közé húzott egyenes.
A hepatocyták minden egyes acinusban három koncentrikus körbe rendeződnek a rövid tengelyt körülvéve:
1. zóna:
A klasszikus lebenyke perifériájának felel meg, így a v. portae és a. hepatica ágaiból származó vérellátáshoz legközelebb található.
2. zóna:
Az 1. és 2. zóna között, de nincsenek éles határai.
3. zóna:
A v. centralishoz legközelebb, a rövid tengelytől legtávolabb. A klasszikus lebenyke legcentrálisabb részének felel meg.
Az 1. zóna sejtjei kapják először az oxigénben és tápanyagokban gazdag vért, ezért ezek halnak el utoljára keringési elégtelenségben, és elsőként regenerálódnak. Ezzel szemben a 3. zóna sejtjei mutatnak először nekrózist csökkent vérátáramlás esetén és elsőként mutatnak zsírfelhalmozódást, de utoljára reagálnak epepangásra és toxikus anyagokra.

### Perisinusoidalis tér (Disse-tér)
A perisinusoidalis tér a hepatocyták és a vér közötti anyagkicserélődés helye. A hepatocyták basalis felszíne, a sinusoid endothelsejtek és a Kupffer-sejtek basalis felszíne között fekszik. A májsejtekről szabálytalan mikrobolyhok nyomulnak be ide, melyek mintegy hatszorosára növelik az anyagkicserélődésre szolgáló felszínt. Mivel az endothel diszkontinuus és nincsen folyamatos lamina basalis, a vérplazma és a májsejtek között nincsen jelentős barrier. A májsejtek által termelt fehérjék és lipoproteinek a Disse-teren keresztül transzportálódnak a vérbe. Az itt található Kupffer-sejtek a sinusoid bélését képezik, nyúlványaik a sinusoidok belsejébe nyomulnak. Ezek alapján részt vehetnek a sérült és elöregedett vörösvértestek feldarabolásában, melyek a lépből a v. portae-n keresztül jutnak ide.
Itt találhatóak a májcsillagsejtek (Ito-sejtek) is, melyek A-vitamint tárolnak, de patológiás körülmények között kollagént szintetizáló myofibroblasztokká differenciálódhatnak.

## Funkciói
Az anyagcsere legfontosabb szerve. A következő folyamatokban vesz részt:
- szénhidrát anyagcsere
  - normális glükózszint fenntartása
  - glikogén lebontás (glikogenolízis)
  - glükoneogenezis, azaz a glükóz szintézise hosszú éhezés során nem szénhidrát alapanyagokból
  - glikogén szintézis (glikogenezis)
  - fruktóz, galaktóz glükózzá alakítása
- fehérje anyagcsere
  - plazmafehérjék szintézise (immunoglobulin és komplement nem)
  - véralvadási faktorok szintézise (II, V, VII, IX, X, XI, XII faktorok; C és S protein)
  - urea szintézis
  - aminosav anyagcsere
  - K vitamin dependens faktorok szintézise
- lipid anyagcsere
  - zsírsav szintézis és lebontás
  - koleszterin szintézis és kiválasztás
  - lipoproteinek szintézise
  - ketogenezis
  - epesav szintézis
  - D-vitamin 25-hidroxilációja
- hormon anyagcsere
  - szteroid hormonok
- polipeptid hormonok (inzulin, glukagon, ösztrogén lebontás)
- méregtelenítés
  - gyógyszerek, mérgek, toxikus anyagcseretermékek lebontása, kiválasztása (fehérjéhez kötéssel vagy kémiai átalakítással)
- filtráló mechanizmusok
  - a Kupffer sejtek a mononukleáris fagocitarendszer tagjai
- tárolás
  - glikogén
  - A, D, B12 vitamin
  - vas (ferritin vagy hemosziderin formájában)
- bilirubin metabolizmus és kiválasztás
- enzim működések megfelelő működéséhez nélkülözhetetlen kofaktor a szelén, hiány esetén GPT és GOT emelkedés is előfordulhat, a szelén hiányt rendszerint későn diagnosztizálják, így gyakran félre kezelik, mert a GOT és GTP értékek szív, máj, és vese funkciók romlása esetén emelkedik. GGT enzim is emelkedik, amely önmagában csak éhezés hatására is képes emelkedni. [forrás?]

A máj fontos szerepet játszik az anyagcsere-folyamatokban, a méregtelenítésben, vegyületek termelésében, valamint mások tárolásában. Epét választ ki, melynek epesavai a zsírok emésztésében játszanak szerepet, jellegzetes színét a vérfesték (hemoglobin) bomlástermékétől, a bilirubintól kapja. A májjal kapcsolatos „hepato-” vagy „hepatikus” orvosi latin kifejezések eredetileg a görög hepato szóból származnak.
A máj vérellátása kettős: az ide áramló vér mennyiségének 75%-a a májkapugyűjtőér (vena portae), 25%-a a májverőér (arteria hepatica) közvetítésével jut a májba. A májkapugyűjtőéren keresztül a belekből felszívott tápanyagokat tartalmazó vér érkezik, míg a májverőér friss, oxigénben dús vért szállít a májhoz. Utóbbi a háromosztatú artériás törzs (truncus celiacus) ágrendszeréhez tartozik.

## A máj betegségei
- zsírmáj
- akut vírushepatitis
- krónikus hepatitis
- alkoholos májártalom
- májzsugor (cirrhosis)
- májnagyobbodás
- gyógyszer vagy toxikus vegyületek okozta májártalom
- májtumor
- szelén hiány
- metabolikus betegségek
  - hemokromatózis
  - Wilson-kór
  - alfa1-antitripszin-hiány
  - Reye-szindróma
- szisztémás betegségek
  - szívbetegség
  - vesebetegség
  - gasztrointesztinális betegség
  - terhesség hatása a májfunkciókra
  - Gilbert-szindróma

## A májbetegségek gyógyítása

### Természetes gyógymódok
A máj betegségeinek gyógyítására leginkább a máriatövis (Silybum marianum) használatos, a billirubin szintet lényegesen képes csökkenteni. Az alkoholizmus által okozott májzsugor esetén is sikerrel alkalmazható. Hasznos még az articsóka (Cynara scolymus), a gyermekláncfű (Taraxacum officinale), kiegészítőként borbolya, gyömbér, ánizs stb. Paracetamol túladagolásban szenvedő patkányokon végzett kísérletek a friss ananász jótékony hatását igazolták. Kerülni kell a túlzott zsír- és proteinbevitelt. A természetgyógyászat holisztikusan közelít a májbetegségekhez, és azt vallja, hogy ilyenkor is a teljes szervezet gyógyítására van szükség. Változtatni kell az étrenden, főleg a zöld színű zöldségek, mogyorók, tej, gyümölcsök (kivéve a citrusféléket), kevés rizs ajánlottak.
A kávés beöntés már csak az igazán bátraknak javallott.
Emelkedett GOT és GPT szint előfordulhat, hogy szelén hiányt jeleznek, melyet nem vesznek észre azonnal, szelén hiány esetén a máj funkciós értékek akár 10x-es emelkedést is mutathatnak a normál értékhez képest. Mivel alkohol, zsírmáj esetén is emelkednek ezek az értékek, így ezeket tekintik elődleges betegségnek, ám ha ezek kizárhatóak, erősen gyanakodni kell a szelén hiányra. L-szelenometionnal és E-vitamin kombinált bevitelével lényeges javulás érhető el.

## Orvosi terápia
A természetes gyógymódok egy szűk alternatívát jelentenek, de nem helyettesítik a szakorvosok által alkalmazott, korszerű terápiás eljárásokat. Ezek tárgyalása messze meghaladná a jelen szócikk kereteit. A májműködés teljes összeomlása esetén ma már egyre gyakrabban alkalmazzák a májátültetést.

### Angol nyelvű lapok
- American Association for the Study of Liver Diseases AASLD
- American Liver Society ALS
- WikiLiver: A Wiki dedicated to the liver

### Magyar lapok
- Májrák – Daganatok.hu
- máj.lap.hu
- Mindent a májról